# Prealpi della Chartreuse
Le Prealpi della Chartreuse sono una sottosezione delle Prealpi di Savoia in Francia. Si trovano per la maggior parte nel dipartimento dell'Isère ed in parte in quello della Savoia. Costituiscono la parte più meridionale delle Prealpi di Savoia, e hanno dato il loro nome al monastero della Grande Chartreuse.

## Delimitazione
Confinano:

DEM delle Prealpi della Chartreuse.

- a nord-est con le Prealpi dei Bauges (nella stessa sezione alpina) e separate dalla Sella di Chacusard;
- ad est e sud-est con la Catena di Belledonne (nelle Alpi del Delfinato) e separate dal fiume Isère;
- a sud-ovest con le Prealpi del Vercors (nelle Prealpi del Delfinato) e separate dal fiume Isère;
- ad ovest e nord-ovest con la piana del Rodano.

Ruotando in senso orario i limiti geografici sono: Sella di Chacusard, fiume Isère, Grenoble, fiume Isère, Plaine de Voiron, Colline del Lyonese, Lago del Bourget, Chambéry, Sella di Chacusard.

## Suddivisione
La classificazione SOIUSA delle Prealpi della Chartreuse è la seguente:
- Grande parte = Alpi Occidentali
- Grande settore = Alpi Nord-occidentali
- Sezione = Prealpi di Savoia
- Sottosezione = Prealpi della Chartreuse
- Codice = I/B-8.VI

Secondo la SOIUSA si suddividono in due supergruppi, cinque gruppi e dieci sottogruppi:
- Catena Granier-Dent de Crolles-Grand Som (A)[3]
  - Gruppo Granier-Outheran (A.1)
    - Cresta del Granier (A.1.a)
    - Cresta dell'Outheran (A.1.b)

  - Catena Épine-Chat-Charve (A.2)
    - Cresta Beauvoir-Montagne de l'Épine (A.2.a)
    - Cresta Mont du Chat-Mont de la Charve (A.2.b)

  - Gruppo Dent de Crolles-Grand Som (A.3)
    - Gruppo Dent de Crolles-Lances de Malissard (A.3.a)
      - Cresta Dent de Crolles-Bellefond-Grand Manti (A.3.a/a)
      - Cresta Lances de Malissard-Scia (A.3.a/b)

    - Gruppo del Grand Som (A.3.b)
- Catena Chamechaude-Charmant Som (B)[4]
  - Gruppo della Chamechaude (B.4)
    - Cresta Roc d'Arguille-Bec Charvet (B.4.a)
    - Cresta della Chamechaude (B.4.b)

  - Gruppo del Charmant Som (B.5)
    - Cresta del Charmant Som (B.5.a)
    - Cresta della Sure (B.5.b)

## Vette principali
- Chamechaude (2.082 m)
- Dent de Crolles (2.062 m)
- Lances de Malissard (2.045 m)
- Grand Som (2.026 m)
- Dôme de Bellefont (1.975 m)
- Granier (1.933 m)
- Grande Sure (1.920 m)
- Charmant Som (1.867 m)

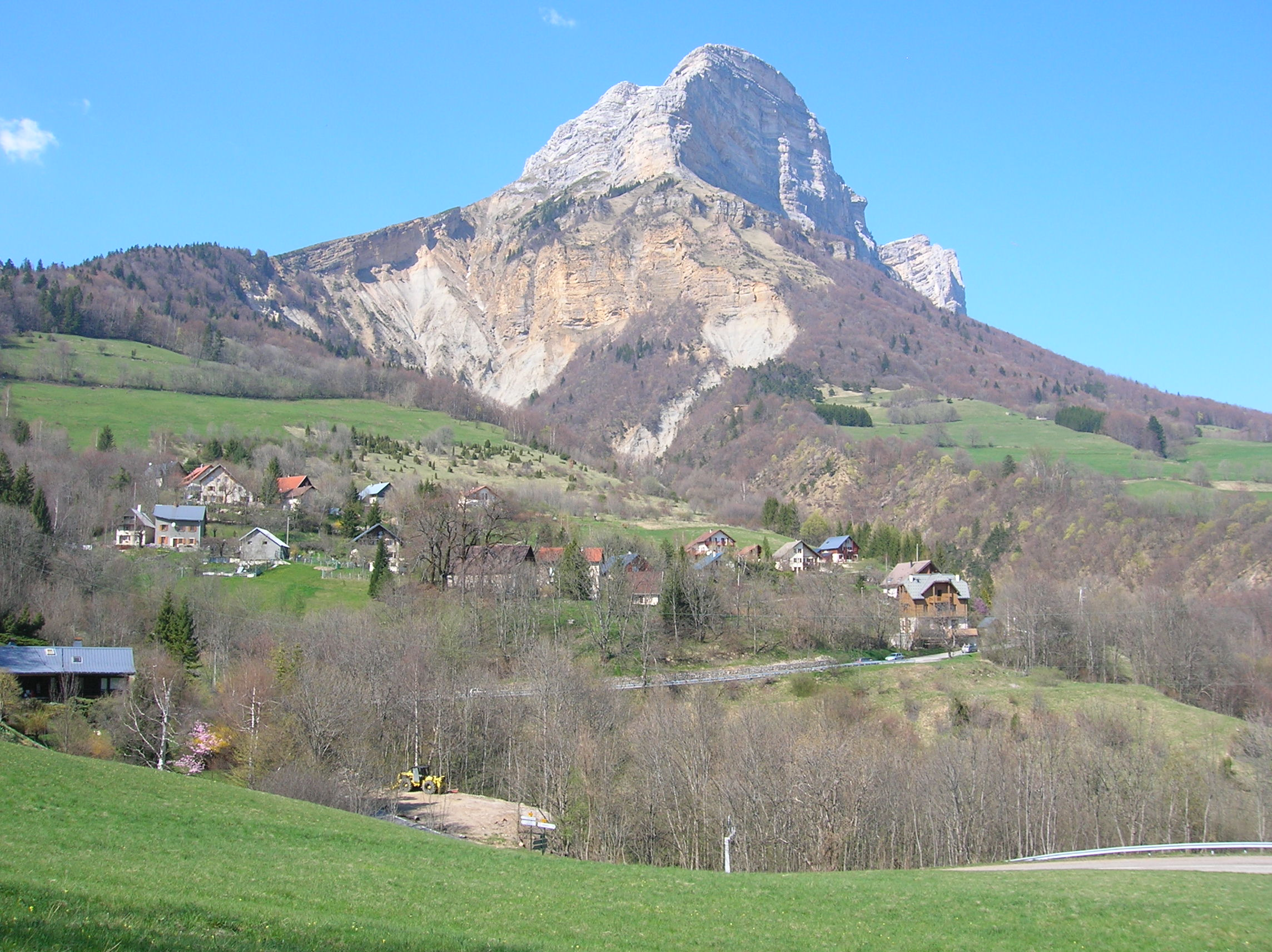
Dent de Crolles.

- Sommet du Pinet o le Truc (1.867 m)
- Rochers de Chalves (1.845 m)
- Rocher de Lorzier (1.838 m)
- Tour Percée (1.790 m)
- Petit Som (1.772 m)
- Pinéa (1.771 m)
- Mont Outheran (1.673 m)
- Néron (1.298 m)
- Monte Rachais (1.050 m).

## Principali valichi

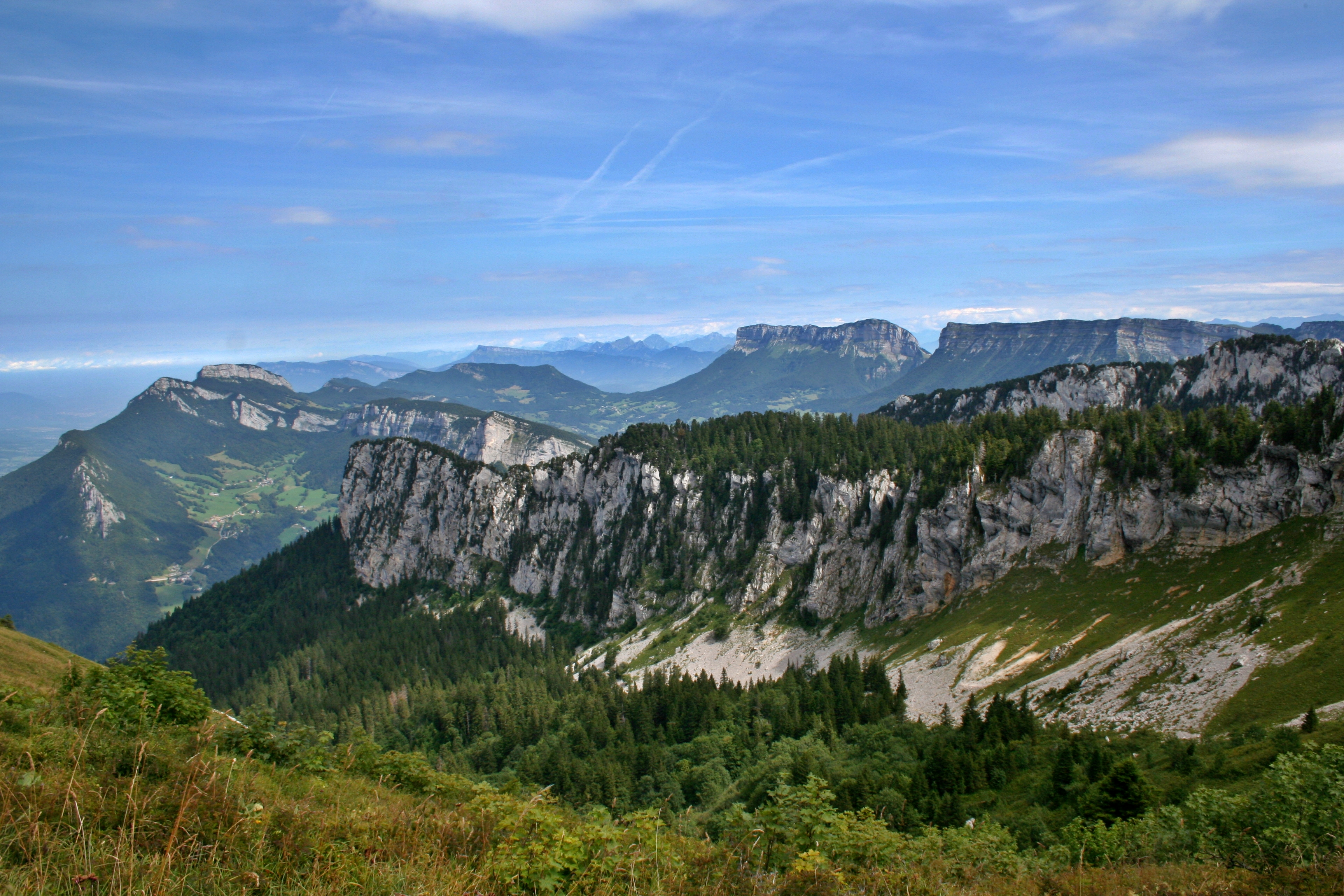
Vista sul versante Nord della Catena della Chartreuse

Valichi stradali:
- Col de la Charmette - 1.261 m
- Col du Coq - 1.434 m
- Col du Cucheron - 1.139 m
- Col du Granier - 1.134 m
- Col de Porte - 1.326 m
- Col de Palaquit - 1.154 m
- Col de Vence
- Col de la Placette - 587 m.

Valichi non stradali:
- Col de la Faîta - 1.420 m
- Col de l'Émeindras 1.372 m.